# Trixoscelis litorea
Trixoscelis litorea är en tvåvingeart som först beskrevs av Aldrich 1908.  Trixoscelis litorea ingår i släktet Trixoscelis och familjen myllflugor.
Artens utbredningsområde är Kalifornien. Inga underarter finns listade i Catalogue of Life.